# Gonzalo Molina (ciclista)
Gonzalo Molina (San Juan, 5 de mayo de 1995) es un ciclista argentino de la modalidad BMX.

## Biografía
Gonzalo Molina nació el 5 de mayo de 1995 en San Juan. Es hijo de Víctor Molina y Sandra Verón. Tiene tres hermanos, todos ciclistas. Su familia reside en Rawson, provincia de San Juan.
Se consagró subcampeón de la categoría junior en el Campeonato Mundial de Ciclismo BMX de 2013.
En su primera participación en Juegos Olímpicos, representó a la Argentina en la competencia de ciclismo BMX de los Juegos Olímpicos de Río de Janeiro 2016.
En mayo de 2018 obtuvo la medalla de plata en la prueba masculina de BMX en los Juegos Suramericanos de 2018.